# Unión Sport Mina San Vicente
Maillots
L’Unión Sport Mina San Vicente est un club péruvien de football disparu basé dans le district de San Ramón, dans la région de Junín, au centre du Pérou. 

## Histoire
Fondé le 1er juin 1970, le club reçoit l'aval financier de la compagnie minière San Ignacio de Morococha. En 1986, alors dirigée par Juan Joya, l'équipe réalise une bonne campagne en Copa Perú et accède en 1re division l'année suivante.
L'US Mina San Vicente réalise sa meilleure campagne au sein de l'élite en 1989, sous les ordres de Luis Roth, mais finit par descendre en 1991, victime d'une réduction d'équipes en D1.
Le club joue depuis dans la ligue de football du district de San Ramón. Sa dernière participation a lieu en 2009 avant sa disparition.

## Résultats sportifs

### Palmarès
| - Championnat du Centre (2) : - Vainqueur : 1989-I et 1989-II. |  | - Ligue de la région de Junín (1) : - Vainqueur : 1985. |

### Bilan et records
- Saisons au sein du championnat du Pérou : 5 (1987-1991).
- Saisons au sein du championnat du Pérou D2 : 0.

## Personnalités historiques du club

### Entraîneurs
- Juan Joya (1986-1987)
- Luis Roth (1989)